# دوروثي جونسون فون
دوروثي جونسون فون (بالإنجليزية: Dorothy Vaughan) (وُلدت في 20 سبتمبر عام 1910 – توفيت في 10 نوفمبر عام 2008)، عالمة رياضيات وحاسوب بشري أمريكية عملت لدى اللجنة الاستشارية الوطنية للملاحة الجوية «ناكا»، ولدى الإدارة الوطنية للملاحة الجوية والفضاء «ناسا» في مركز لانغلي البحثي التابع لها في هامبتون بولاية فيرجينيا. في عام 1949، أصبحت مشرفة على حاسبات المنطقة الغربية، فكانت بذلك أول امرأة أمريكية من أصلي أفريقي تشرف على مجموعة أو طاقم في مركز لانغلي.
رُقيت دوروثي لهذا المنصب بشكل رسمي في وقت لاحق. خلال مسيرتها التي امتدت لـ 28 سنة، جهزت لطرح الحاسبات الآلية في أوائل ستينيات القرن الماضي عن طريق تعلّمها وتعليم طاقمها لغة برمجة فورتران. ترأست لاحقًا قسم البرمجة في إدارة التحليل والحوسبة في مركز لانغلي.
كانت فون إحدى النساء اللواتي ظهرن في كتاب التاريخ لـمارغوت لي شيتيرلي بعنوان «شخصيات مخفية: قصة النساء الأمريكيات من أصل أفريقي، واللواتي ساعدن في الفوز بسباق الفضاء (2016)». اقتُبس فيلم سيرة ذاتية يحمل العنوان ذاته، وصدر أيضًا في سنة 2016.
في عام 2019، مُنحت دوروثي فون ميدالية الكونغرس الذهبية بعد وفاتها.

## حياتها المبكرة
وُلدت فون في العشرين من سبتمبر عام 1910، في كانساس سيتي بولاية ميزوري، وهي ابنة آني ولينارد جونسون. انتقلت عائلتها إلى مورغان تاون في فيرجينيا الغربية، حيث تخرجت هناك من ثانوية بيكرست عام 1925 برتبة طالب متفوق على الصف. حصلت فون على منحة دراسية كاملة من مؤتمر ويست فيرجينيا للدراسة في جامعة ويلبرفورس في مدينة ويلبرفورس بولاية أوهايو. الحتقت فون بأخوية ألفا كابا ألفا في ويلبرفورس، وتخرجت عام 1929 بدرجة بكالوريوس في الرياضيات. في عام 1932، تزوجت هاورد فون. انتقل الزوجان إلى نيوبورت نيوز في ولاية فيرجينيا وأنجبا 6 أطفال هم: آن ومايدا ولينارد وكينيث ومايكل ودونالد. عاشت العائلة مع والدي هاورد وجديه الأثرياء والموقرين في ساوث مين ستريت في نيوبورت نيوز بولاية فيرجينيا. كان فون مخلصًا بشدة لعائلته والكنيسة، فلعب هذا الأمر دورًا مهمًا في انتقال دوروثي إلى هامبتون في فيرجينيا والعمل لصالح وكالة ناسا. باعتبارها خريجة جامعية بدرجة امتياز ومدرّسة رياضيات، اعتُبرت امرأة شديدة الذكاء ومن نخبة المجتمع الأمريكي الأفريقي.

## مسيرتها
تخرجت فون في جامعة فريدم عام 1929. شجعها بقية الدكاترة على إكمال الدراسات الجامعية العليا في جامعة هوارد، لكن فون عملت مدرسة رياضيات في ثانوية روبرت روسا موتون في فارمفيل بولاية فيرجينيا، سعيًا لمساعدة عائلتها في أثناء أزمة الكساد الكبير. خلال الأعوام الـ 14 من مسيرتها التعليمية، كانت مدارس فيرجينيا العامة ومنشآتها تعمل بنظام الفصل العنصري تطبيقًا لقوانين جيم كراو.
في عام 1943، بدأت فون العمل رياضية ومبرمجة في مركز لانغلي البحثي لمدة 28 عام، اختصت خلالها في حسابات مسار الطائرات ومشروع سكاوت ولغة برمجة فورتران. بدأت مسيرتها في هذا المجال عندما كانت الحرب العالمية الثانية في أوجها. جاءت فون إلى مختبر لانغلي التذكاري لللطيران معتقدة أنها ستكون وظيفة مؤقتة في ظل الحرب. عمل أحد أطفالها لاحقًا لدى وكالة ناسا.
في عام 1941، أصدر الرئيس فرانكلن دي. روزفلت الأمر التنفيذي 8802 لتطبيق الاندماج العرقي في مجال الدفاع، والقرار التنفيذي 9346 لإنهاء الفصل العنصري والاضطهاد الممارس في أثناء التوظيف والترقية في الوكالات والهيئات الفيدرالية ومتعهدي وزارة الدفاع. ساعد الأمران التنفيذيان في تحصيل مجهود الحرب الأمريكي من كامل أطياف المجتمع بعدما دخلت الولايات المتحدة الحرب العالمية الثانية عام 1942.